# Chalancey
Chalancey est une commune française située dans le département de la Haute-Marne, en région Grand Est.

## Géographie

### Localisation
Commune située sur la Venelle.

### Hydrographie

#### Réseau hydrographique
La commune est dans le bassin versant de la Saône au sein du bassin Rhône-Méditerranée-Corse. Elle est drainée par la Venelle et la Noue Boisseau.
La Venelle, d'une longueur de 33 km, prend sa source dans la commune de Vaillant et se jette  dans la Tille à Lux, après avoir traversé neuf communes. 

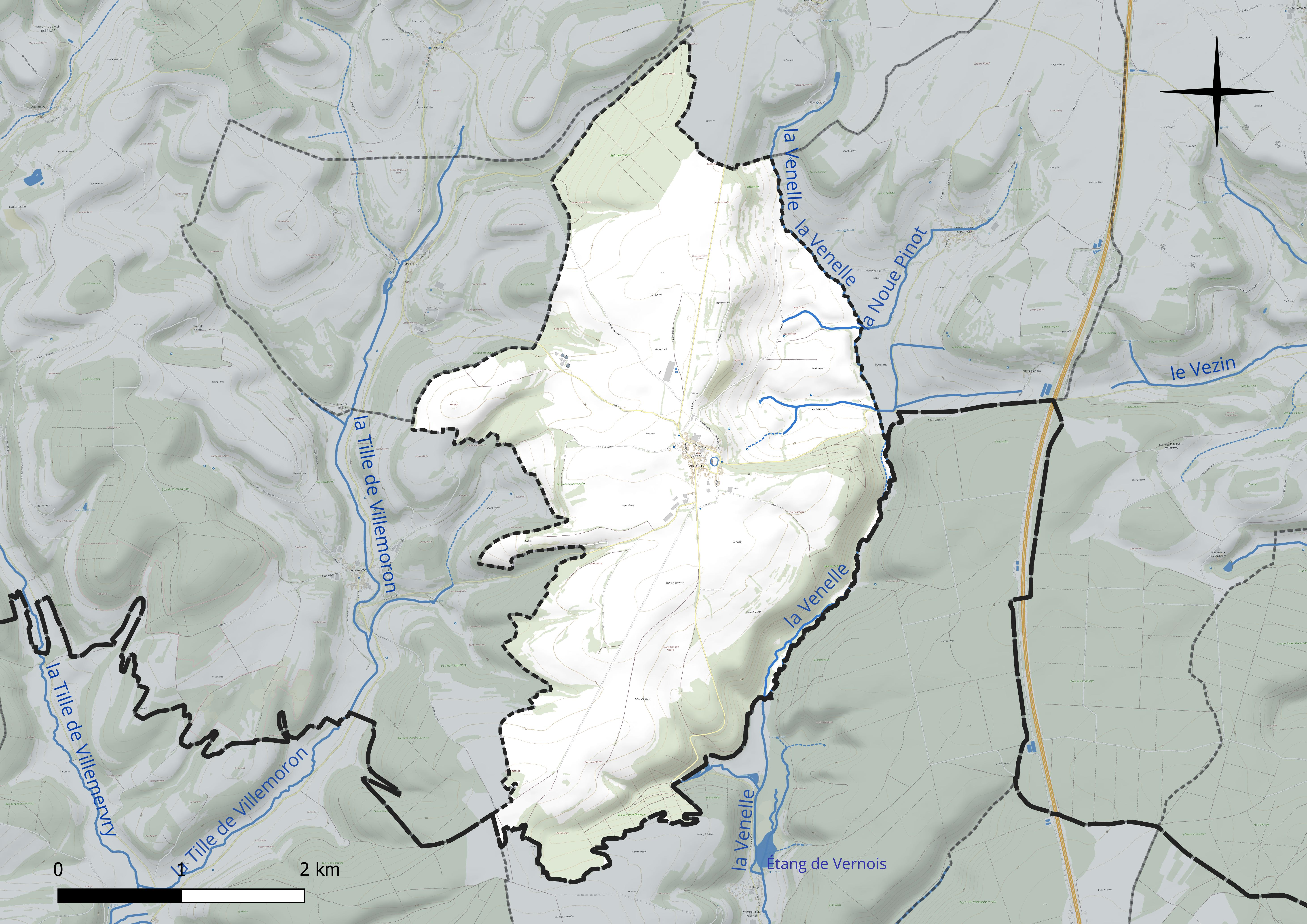
Réseau hydrographique de Chalancey.

#### Gestion et qualité des eaux
Le territoire communal est couvert par le schéma d'aménagement et de gestion des eaux (SAGE) « Tille ». Ce document de planification concerne le territoire du bassin versant de la Tille qui s’étend sur 1 276 km2 et se situe majoritairement dans l'ancienne région Bourgogne et dans le département de Côte-d'Or (7 communes étant localisées dans l'ncienne région Champagne-Ardenne, sur le département de la Haute-Marne). La ressource en eau du bassin est limitée et en déficit hydrique chronique. Il a été approuvé le 3 juillet 2020. La structure porteuse de l'élaboration et de la mise en œuvre est l'EPTB Saône et Doubs - Délégation d'Is-sur-Tille. 
La qualité des cours d’eau peut être consultée sur un site dédié géré par les agences de l’eau et l’Agence française pour la biodiversité. 

### Climat
Pour des articles plus généraux, voir Climat du Grand Est et Climat de la Haute-Marne.
En 2010, le climat de la commune est de type climat de montagne, selon une étude du Centre national de la recherche scientifique s'appuyant sur une série de données couvrant la période 1971-2000. En 2020, Météo-France publie une typologie des climats de la France métropolitaine dans laquelle la commune est exposée à un climat océanique altéré et est dans la région climatique  Lorraine, plateau de Langres, Morvan, caractérisée par un hiver rude (1,5 °C), des vents modérés et des brouillards fréquents en automne et hiver. 
Pour la période 1971-2000, la température annuelle moyenne est de 9,4 °C, avec une amplitude thermique annuelle de 16,7 °C. Le cumul annuel moyen de précipitations est de 939 mm, avec 13,1 jours de précipitations en janvier et 8,8 jours en juillet. Pour la période 1991-2020, la température moyenne annuelle observée sur la station météorologique de Météo-France la plus proche, « Auberive_sapc », sur la commune d'Auberive à 14 km à vol d'oiseau, est de 9,7 °C et le cumul annuel moyen de précipitations est de 943,1 mm. 
La température maximale relevée sur cette station est de 39,3 °C, atteinte le 25 juillet 2019 ; la température minimale est de −22,6 °C, atteinte le 20 décembre 2009,,. 
Les paramètres climatiques de la commune ont été estimés pour le milieu du siècle (2041-2070) selon différents scénarios d'émission de gaz à effet de serre à partir des nouvelles projections climatiques de référence DRIAS-2020. Ils sont consultables sur un site dédié publié par Météo-France en novembre 2022.

## Urbanisme

### Typologie
Au 1er janvier 2024, Chalancey est catégorisée commune rurale à habitat dispersé, selon la nouvelle grille communale de densité à sept niveaux définie par l'Insee en 2022.
Elle est située hors unité urbaine et hors attraction des villes,.

### Occupation des sols
L'occupation des sols de la commune, telle qu'elle ressort de la base de données européenne d’occupation biophysique des sols Corine Land Cover (CLC), est marquée par l'importance des territoires agricoles (73,8 % en 2018), une proportion sensiblement équivalente à celle de 1990 (73,9 %). La répartition détaillée en 2018 est la suivante : terres arables (49,5 %), forêts (24,3 %), prairies (23,9 %), zones urbanisées (1,9 %), zones agricoles hétérogènes (0,3 %). L'évolution de l’occupation des sols de la commune et de ses infrastructures peut être observée sur les différentes représentations cartographiques du territoire : la carte de Cassini (XVIIIe siècle), la carte d'état-major (1820-1866) et les cartes ou photos aériennes de l'IGN pour la période actuelle (1950 à aujourd'hui).

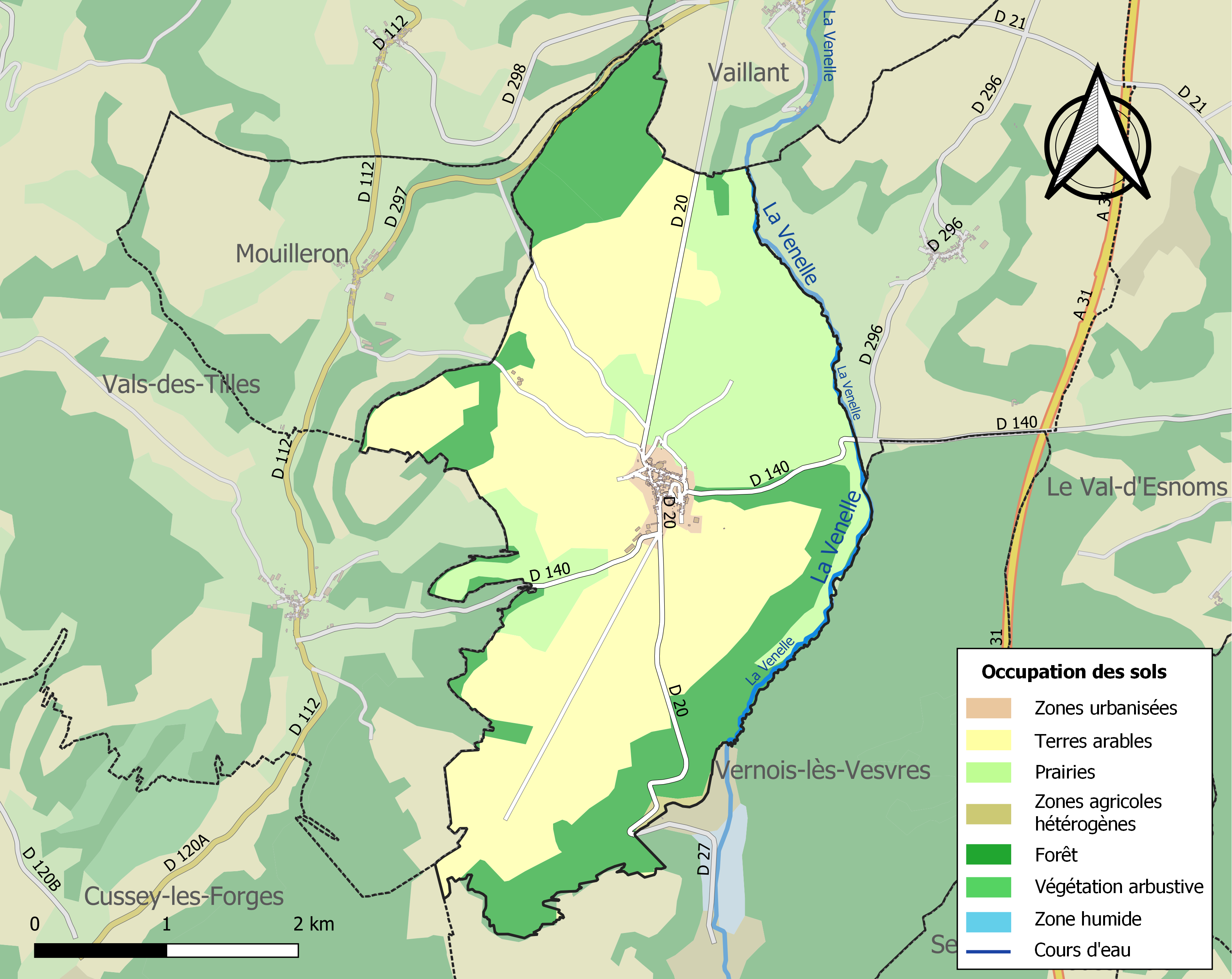
Carte des infrastructures et de l'occupation des sols de la commune en 2018 (CLC).

## Toponymie
Le nom de la localité est attesté sous les formes Chalance (1183) ; Chalanceium (1236) ; Chalencey (1298) ; Chalanceyum (XIVe siècle) ; Chalancey (1369).

## Politique et administration
| Période                                  | Période  | Identité          | Étiquette | Qualité |
| ---------------------------------------- | -------- | ----------------- | --------- | ------- |
| avril 2014                               | En cours | Sabine Perchikoff |           |         |
| Les données manquantes sont à compléter. |          |                   |           |         |

## Population et société

### Démographie

#### Évolution démographique
L'évolution du nombre d'habitants est connue à travers les recensements de la population effectués dans la commune depuis 1793. Pour les communes de moins de 10 000 habitants, une enquête de recensement portant sur toute la population est réalisée tous les cinq ans, les populations de référence des années intermédiaires étant quant à elles estimées par interpolation ou extrapolation. Pour la commune, le premier recensement exhaustif entrant dans le cadre du nouveau dispositif a été réalisé en 2007.

En 2022, la commune comptait 116 habitants, en évolution de +10,48 % par rapport à 2016 (Haute-Marne : −4,62 %, France hors Mayotte : +2,11 %).
| 1793 | 1800 | 1806 | 1821 | 1831 | 1836 | 1841 | 1846 | 1851 |
| ---- | ---- | ---- | ---- | ---- | ---- | ---- | ---- | ---- |
| 404  | 472  | 448  | 391  | 413  | 444  | 431  | 427  | 387  |

| 1856 | 1861 | 1866 | 1872 | 1876 | 1881 | 1886 | 1891 | 1896 |
| ---- | ---- | ---- | ---- | ---- | ---- | ---- | ---- | ---- |
| 362  | 382  | 376  | 359  | 337  | 308  | 302  | 290  | 240  |

| 1901 | 1906 | 1911 | 1921 | 1926 | 1931 | 1936 | 1946 | 1954 |
| ---- | ---- | ---- | ---- | ---- | ---- | ---- | ---- | ---- |
| 233  | 218  | 226  | 212  | 211  | 238  | 224  | 202  | 196  |

| 1962 | 1968 | 1975 | 1982 | 1990 | 1999 | 2006 | 2007 | 2012 |
| ---- | ---- | ---- | ---- | ---- | ---- | ---- | ---- | ---- |
| 183  | 172  | 159  | 133  | 124  | 132  | 129  | 128  | 106  |

| 2017 | 2022 | - | - | - | - | - | - | - |
| ---- | ---- | - | - | - | - | - | - | - |
| 105  | 116  | - | - | - | - | - | - | - |

## Économie
La fromagerie Germain, qui produit notamment de l'époisses, du langres et du chaource, est implantée sur le territoire de Chalancey.

## Culture locale et patrimoine

### Lieux et monuments

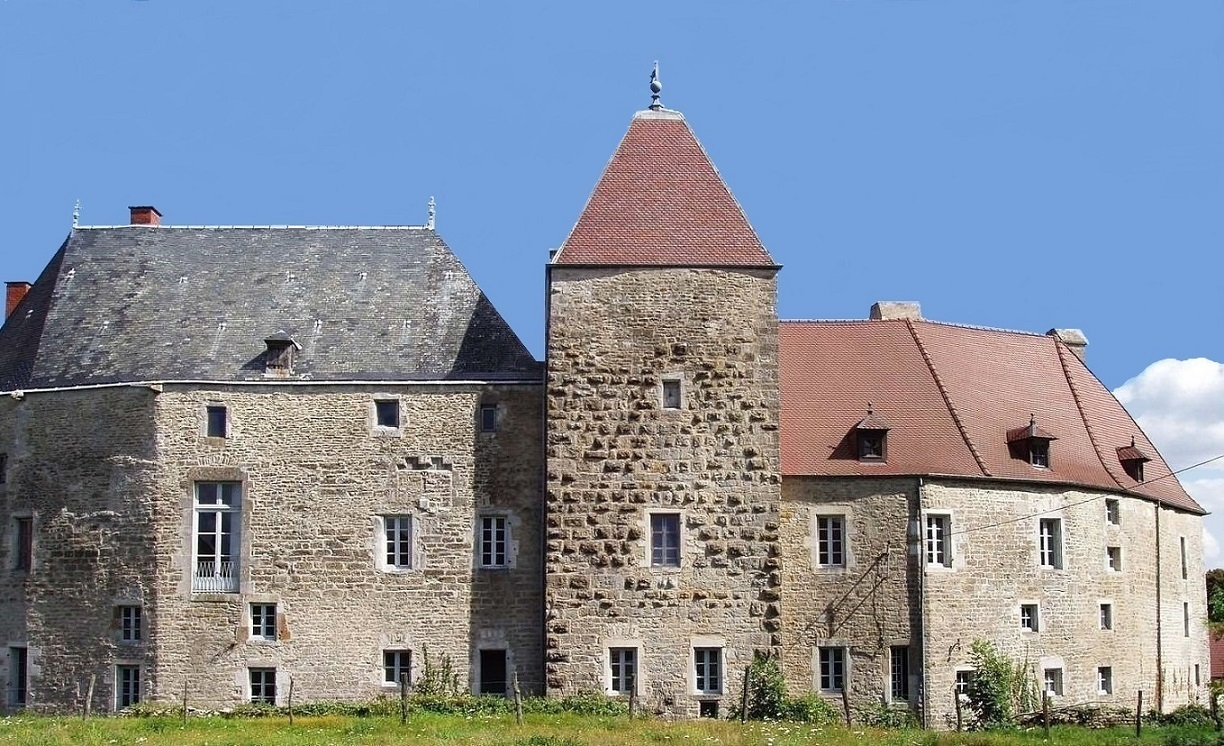
Le château

- Château de Chalancey, XVIe et XVIIe siècles.
- L'église Sainte-Marie-Magdeleine a été initiée par les seigneurs de Grancey-le-Château durant la seconde moitié du XIIe siècle. Les voûtes sont du XIVe siècle et les chapelles latérales du XVIe siècle et modifiées en 1721. En 1828, l'intérieur de l'église est rénové. La tourelle de l'escalier est réalisée en 1864. L'église a été inscrite sur l'Inventaire Supplémentaire des Monuments Historiques le 21 novembre 1925.Église Sainte-Madeleine.

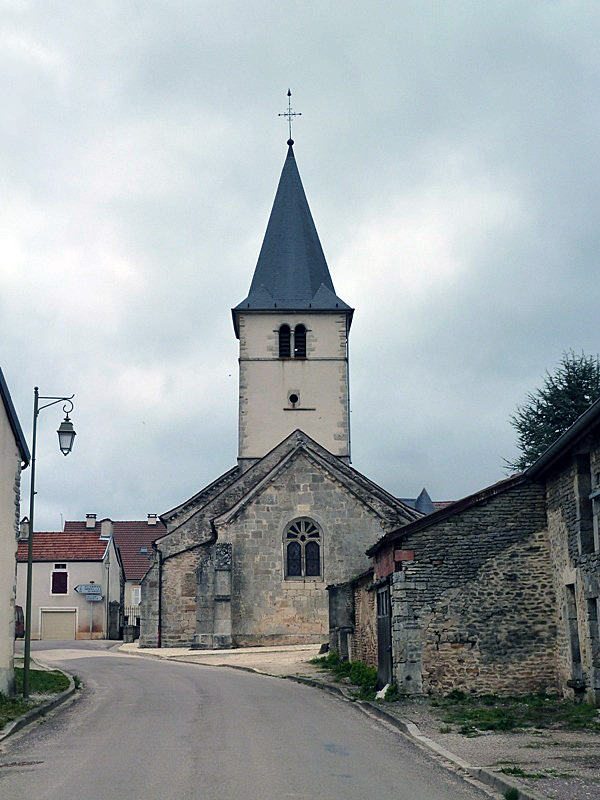
Église Sainte-Madeleine.

### Personnalités liées à la commune
- Louis-François Marcel (1850-1929), chanoine.

### Héraldique
| Armes de Chalancey | Les armes de Chalancey se blasonnent ainsi : D'or au lion d'azur lampassé et couronné de gueules. |